# Gulian Tutein Nolthenius
Gulian Eduard Hugo Tutein Nolthenius, (Apeldoorn, 21 februari 1904 - Beekbergen, 9 oktober 1992) was een Nederlands burgemeester en militair.

## Leven en werk
Hij werd geboren als zoon van Henri Paul Jules Tutein Nolthenius (1861-1930, destijds burgemeester van Apeldoorn) en Petronella Adriana van Haeften (1868-1942). G.E.H. Tutein Nolthenius startte zijn loopbaan als commies-redacteur bij de secretarie van gemeenten langs de IJssel. Bij het uitbreken van de Tweede Wereldoorlog vervulde hij deze functie te Twello, tevens was hij daar Hoofd Luchtbescherming. Tijdens de oorlog was Gulian ondergronds commandant Binnenlandse Strijdkrachten en Militair Gezag (1940-1947). Daarna was hij burgemeester van Waardenburg van 1949 tot zijn pensionering in maart 1969 waarna hij tot 1970 aanbleef als waarnemend burgemeester.

## Palmares
- Drager Kruis van Verdienste Binnenlandse Strijdkrachten 1940-45.